# 도우터 오브 마인
《도우터 오브 마인》(Figlia mia, Daughter of Mine)은 스위스에서 제작된 라우라 비스푸리 감독의 2018년 드라마 영화이다. 발레리아 골리노 등이 주연으로 출연하였고 그레고리오 파오네사 등이 제작에 참여하였다. 제68회 베를린 국제영화제에서 초연되었다.

## 출연

### 주연
- 발레리아 골리노
- 알바 로르와처

### 조연
- 사라 카수
- 우도 키에르
- 미켈레 카르보니

## 기타
- 의상: 안토넬라 칸나로지
- 배역: 프란체스카 보로메오